# IC 4878
IC 4878 ist eine Spiralgalaxie vom Hubble-Typ Sc im Sternbild Pfau am Südsternhimmel. Sie ist schätzungsweise 228 Millionen Lichtjahre von der Milchstraße entfernt und hat einen Durchmesser von etwa 100.000 Lj. 
Das Objekt wurde am 17. September 1901 von DeLisle Stewart entdeckt.